# Хірасава Сюсаку
Хірасава Сюсаку (яп. 平沢 周策, нар. 5 березня 1949, Акіта) — японський футболіст, що грав на позиції півзахисника.

## Клубна кар'єра
Грав за команду Хітачі.

## Виступи за збірну
Дебютував 1972 року в офіційних матчах у складі національної збірної Японії. У формі головної команди країни зіграв 11 матчів.

## Статистика
Статистика виступів у національній збірній.
| Збірна Японії | Збірна Японії | Збірна Японії |
| Роки          | Ігри          | голи          |
| ------------- | ------------- | ------------- |
| 1972          | 2             | 0             |
| 1973          | 4             | 1             |
| 1974          | 5             | 0             |
| Усього        | 11            | 1             |